# تضعیف روحیه (جنگ)

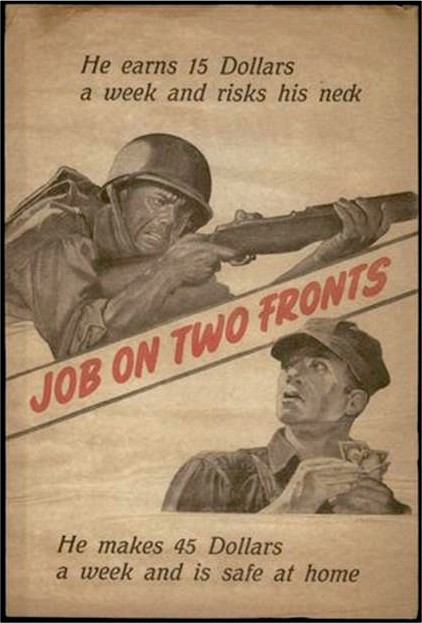
نمایی از یک اعلامیهٔ تبلیغاتی آلمان نازی، که در طول جنگ جهانی دوم در سال ۱۹۴۵، برای تضعیف روحیهٔ نیروهای آمریکایی استفاده می‌کرد.

تضعیف روحیه (انگلیسی: Demoralization) در چارچوب جنگ، امنیت ملی و اجرای قانون، فرایندی در جنگ روانی با هدف فرسایش روحیه جمعی در میان پیکارگران دشمن است. تضعیف روحیه می‌تواند آنها را ترغیب به عقب‌نشینی، تسلیم (نظامی) یا فرار (جنگ) کند یا این‌که آنها را در پیکار شکست دهد.